# Flavio Vopisco
Flavio Vopisco (Latín: Flavius Vopiscus) fue uno de los de los seis historiadores romanos de la Historia Augusta del siglo III, natural de Siracusa. Son de su autoría unos pocos documentos conocidos escritos en latín: sobre Aureliano, Tácito, Floriano, Probo, los cuatro tiranos Firmo, Saturnino I, Proclo y Bonoso, el emperador Caro, Numeriano y Carino.
En 1889, el autor Hermann Dessau sugirió que los seis Scriptores de la Historia Augusta ("Aelius Spartianus", "Iulius Capitolinus", "Vulcacius Gallicanus", "Aelius Lampridius", "Trebellius Pollio", y "Flavius Vopiscus") podrían ser todos ficticios, consistiendo en seudónimos de un solo autor.  Los recientes estudios de consistencia de estilo tienden a discrepar de esta hipótesis, aunque no son todavía concluyentes. 